# Chorvatská rada obrany
Chorvatská rada obrany (chorvatsky Hrvatsko vijeće obrane; bosensky Hrvatsko vijeće odbrane, zkratka HVO) byla oficiální vojenská formace Chorvatské republiky Herceg-Bosna, neuznaného státu, který existoval v Republice Bosna a Hercegovina v letech 1991 až 1996. HVO byla hlavní armádou síla Chorvatů z Bosny a Hercegoviny.
V počáteční fázi bosenské války bojovaly HVO po boku armády Republiky Bosna a Hercegovina (ARBiH) proti armádě Republiky srbské, ale v druhé fázi konfliktu se utkaly proti svému bývalému spojenci, zejména v oblasti Mostaru. Monitorovací mise Evropského společenství odhadla sílu HVO na začátku roku 1993 na 45 000–55 000 vojáků. V červenci 1993 Ústřední zpravodajská služba odhadla síly HVO na 40 000 až 50 000 vojáků.
Organizaci finančně i materiálně podporovala Chorvatská vládnoucí strana HDZ. Zanikla podepsáním mírové smlouvy mezi Franjo Tuđmanem, Slobodanem Miloševićem a Alijou Izetbegovićem v prosinci roku 1995. V prosinci 2005 byla HVO reorganizována na 1. pěší strážní pluk ozbrojených sil Bosny a Hercegoviny poté, co byly VFBiH a vojska Republiky srbské sjednoceny do ozbrojených sil Bosny a Hercegoviny.

## Historie
HVO bylo založena 8. dubna 1992 v Grude politickým vedením Chorvatů, hlavně členů Chorvatského demokratického společenství jako oficiální vojenská formace Herceg-Bosny. 15. května 1992 vzniklo ministerstvo obrany HVO. Do té doby vznikl také Hlavní štáb HVO, Hlavní logistická základna, Vojenská policie a Personální správa.[5]
Později vypukla válka mezi Herceg-Bosnou, podporovanou Chorvatskem a chorvatskými obrannými silami, a Republikou Bosna a Hercegovina, podporovanou bosenskými mudžahedíny. V březnu 1994 byla podepsána Washingtonská dohoda, která ukončila boje mezi HVO a ARBiH. V březnu 1996 Herceg-Bosna přestala existovat, protože byla sloučena s Federací Bosny a Hercegoviny a HVO byl reorganizována na 1. pěší (gardový) pluk ARBiH.

## Velitelé
- duben 1992 – červenec 1993, brigádní generál Milivoj Petković;
- Červenec – listopad 1993, generální starosta Slobodan Praljak;
- Listopad 1993 – duben 1994, generálporučík Ante Roso;
- duben 1994 – srpen 1994, generálmajor Milivoj Petković;
- Srpen 1994 – listopad 1995, generálmajor Tihomir Blaškić